# Jacque Lauritsen
Jacque Lauritsen (født 28. november 1958) er en dansk skuespiller.
Lauritsen er som skuespiller autodidakt.

## Filmografi
- Ørnens øje (1997)
- Juliane (2000)
- Flammen og Citronen (2008)

### Tv-serier
- Strisser på Samsø (1997-1998)
- Forestillinger (2007)